# Мищенко, Алексей Емельянович
Алексей Емельянович Мищенко (1923—1989) — сержант Рабоче-крестьянской Красной Армии, участник Великой Отечественной войны, Герой Советского Союза (1943).

## Биография
Алексей Мищенко родился 23 февраля 1923 года в селе Синяк (ныне — Вышгородский район Киевской области Украины). После окончания начальной школы работал в Киевском линейно-техническом управлении связи. В 1941 году Мищенко был призван на службу в Рабоче-крестьянскую Красную Армию. С марта 1942 года — на фронтах Великой Отечественной войны. К осени 1943 года младший сержант Алексей Мищенко командовал отделением 151-го стрелкового полка 8-й стрелковой дивизии 13-й армии Центрального фронта. Отличился во время битвы за Днепр.
В составе передовой группы Мищенко переправился через Днепр и принял активное участие в боях за захват и удержание плацдарма на его западном берегу, отразив большое количество немецких контратак. В тех боях он лично подорвал два вражеских танка.
Указом Президиума Верховного Совета СССР от 16 октября 1943 года за «мужество и героизм, проявленные при форсировании Днепра» младший сержант Алексей Мищенко был удостоен высокого звания Героя Советского Союза с вручением ордена Ленина и медали «Золотая Звезда» за номером 8159.
После окончания войны в звании сержанта Мищенко был демобилизован. Проживал и работал в селе Червоное Вышгородского района, позднее вернулся в родное село. Скончался 28 марта 1989 года.
Был также награждён орденом Отечественной войны 1-й степени и рядом медалей.